# Schlangeninsel
Die Schlangeninsel (ukrainisch Острів Зміїний Ostriw Smijinyj; rumänisch Insula Șerpilor; russisch Остров Змеиный Ostrow Smeiny; griechisch Λευκή / Leuké, ‚die Weiße‘ bzw. neugriechisch Φιδονήσι / Fidonisi, ‚Schlangeninsel‘) ist eine der wenigen Inseln und Eilande im Schwarzen Meer und gehört zum Rajon Ismajil, Oblast Odessa, Ukraine. Auf der Insel befindet sich die Siedlung Bile mit etwa 30 Einwohnern.

## Beschreibung
Die Schlangeninsel ist dem Donaudelta vorgelagert und ragt etwa 12 Seemeilen vor der rumänischen Küste als 41 m hoher Felsen aus dem Meer. Sie hat einen Durchmesser von etwa 600 m, eine Fläche von 17 Hektar sowie eine Küstenlänge von 4 km.
Die Angaben über die auf der Felseninsel errichteten Anlagen sind widersprüchlich, da sie als militärisches Sperrgebiet bisher unzugänglich war. Nach dem Zweiten Weltkrieg wurde der 23 m hohe Leuchtturm mit einer Reichweite von 19 Seemeilen nach schwerer Beschädigung repariert und mehrfach modernisiert. Außerdem seien zwei Anlegestellen für Schiffe mit großer und mittlerer Tonnage sowie eine ukrainische Grenzstation vorhanden.

## Etymologie
In antiker Zeit soll die Insel nur von Meeresvögeln und Schlangen bewohnt gewesen sein; nach letzteren wurde sie später benannt. In der griechischen Antike war das Eiland als Leuke (Λευκή, griechisch), die Weiße, bekannt, während es später von den Griechen in der Zeit des osmanischen Reiches Fidonisi (griechisch „Schlangeninsel“) genannt wurde.

## Griechische Mythologie
In der griechischen Mythologie galt Leuke als „Insel der Glücklichen“, weil auf ihr geplagte Seelen ihre ewige Ruhe fanden. Als prominenteste Seele galt die des im Trojanischen Krieg gefallenen Achilleus, Sohn der Meeresgöttin Thetis. Der Sage nach soll Poseidon ihn aus der Tiefe erhoben und ihm dort einen letzten Ruheplatz verschafft haben. Die Sage berichtet, dass auf dem Eiland ein Tempel sowie ein Standbild des Achilleus existiert haben. Griechische Seeleute hätten auf der Insel angelegt, um kostbare Gaben, wie Ringe und Gefäße, zu opfern.
Neben Artefakten konnten archäologisch auch Strukturen nachgewiesen werden, die auf einen archaischen Tempel und eine Verehrung des Achilleus hinweisen. 1823 entdeckte der russische Kapitän N.D. Kritskii die Überreste dieses Tempels und fertigte den ersten Plan der Anlage an, der später durch weitere Forschungen ergänzt wurde. Der Tempel, dessen Fundamente aus großen Kalksteinblöcken bestanden, wird auf die Zeit zwischen dem 6. und 4. Jahrhundert v. Chr. datiert. Kritskii beschrieb zudem zahlreiche Artefakte, darunter Dachziegel, Terrakotta-Fragmente und die Basis einer Statue, die vermutlich Achilleus darstellte.
Die archäologischen Funde befinden sich heute im Archäologischen Museum von Odessa.
Der im 2./3. Jahrhundert n. Chr. wirkende griechischen Schriftsteller Philostratos schreibt in seinem Werk Heroikos: „Den Sterblichen, die das weite Meer befahren, ist es nach göttlichem Recht erlaubt, die Insel zu betreten, denn sie ist wie ein einladender Herd für Schiffe gelegen. Aber allen, die auf dem Meer segeln, sowie den Hellenen und den Barbaren aus der Umgebung des Pontus ist es verboten, die Insel zu einem Ort der Behausung zu machen. Diejenigen, die in der Nähe der Insel ankern und opfern, müssen bei Sonnenuntergang an Bord gehen, damit sie nicht auf dem Land schlafen. Wenn der Wind ihnen folgt, müssen sie segeln, und wenn nicht, müssen sie in der Bucht warten, nachdem sie ihr Schiff vertäut haben.“

## Geschichte

### Mittelalter und Neuzeit

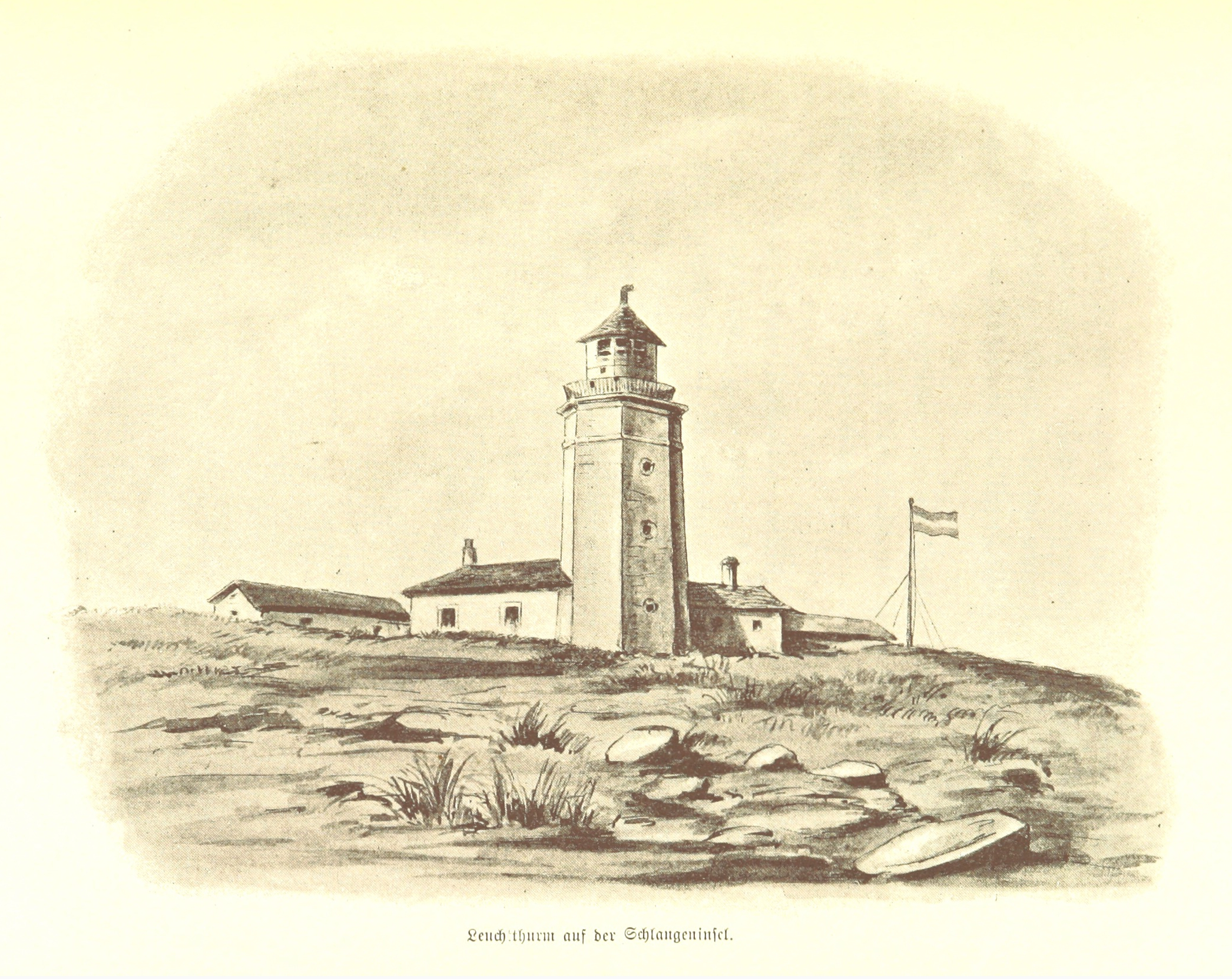
Der ehemalige Leuchtturm (um 1895)

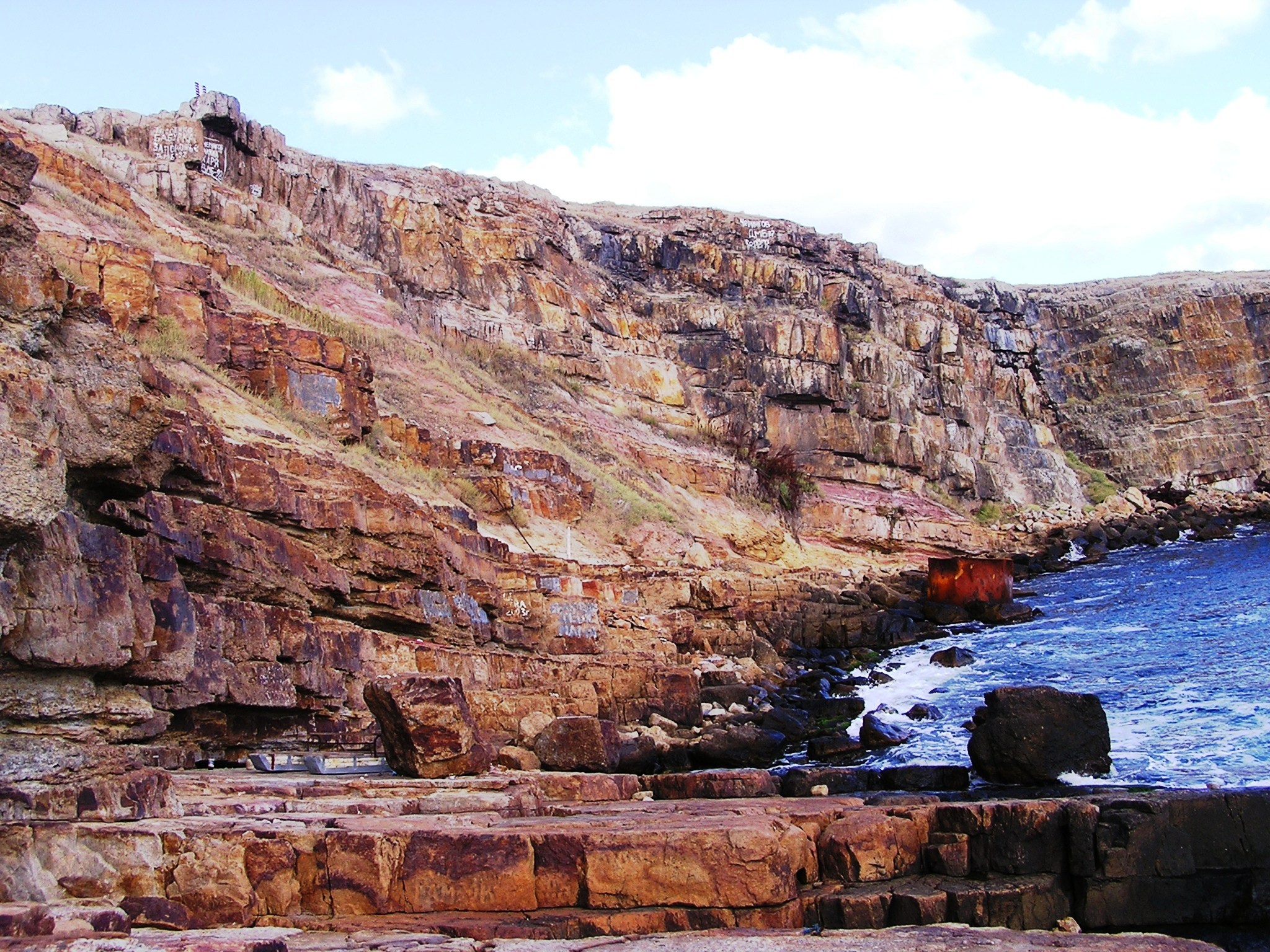
Felsen der Schlangeninsel

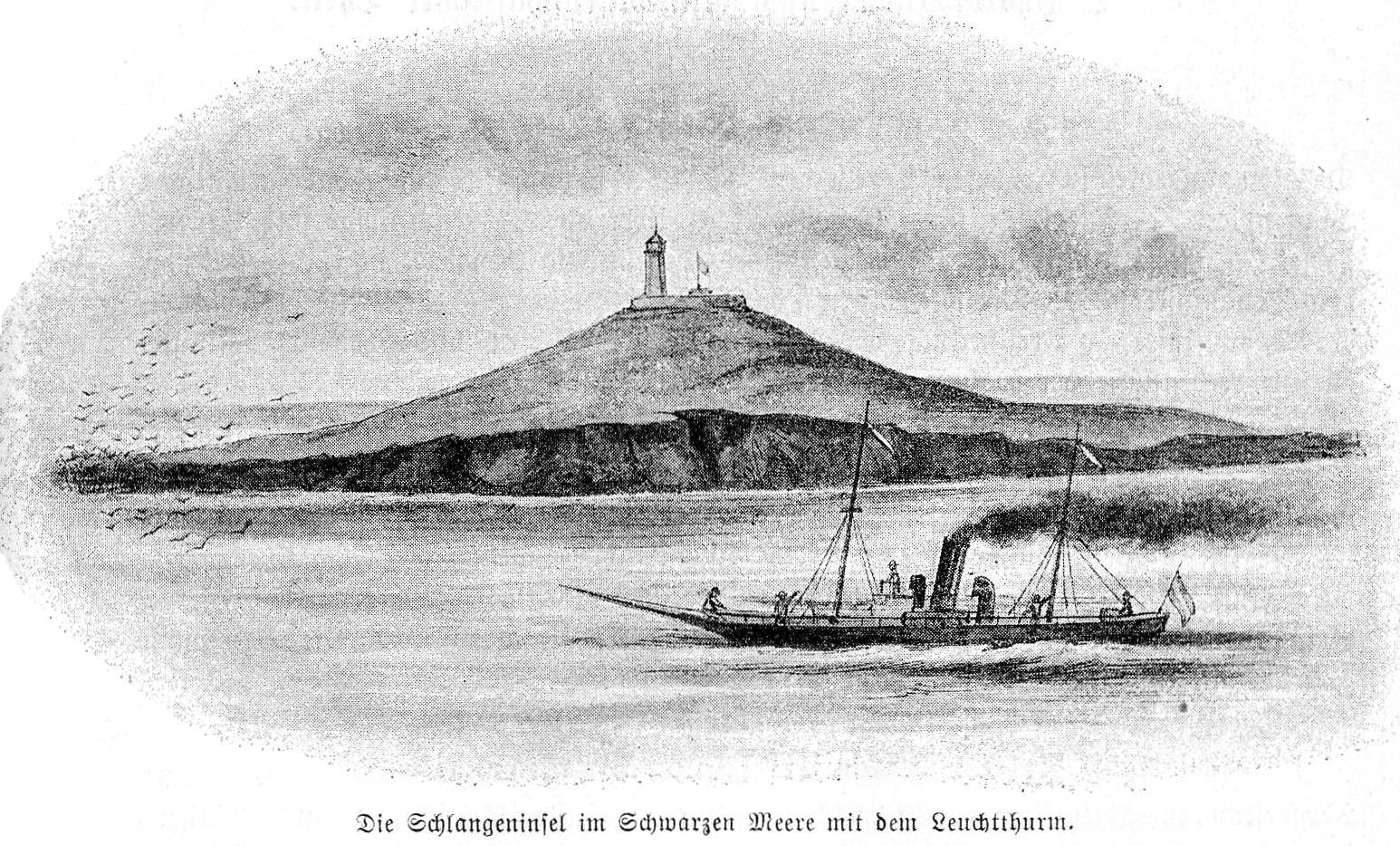
Die Schlangeninsel im Jahr 1898

Die Herrschaft über das unbewohnte und militärstrategisch günstig gelegene Eiland war stets an die politischen Verhältnisse auf dem nahe liegenden Festland gekoppelt.
Im 14. und 15. Jahrhundert stand die Insel unter Hoheit des walachischen Fürsten Mircea cel Bătrân, der über die gesamte Region (Dobrudscha, Donaumündung, Südbessarabien) herrschte. Als das Schwarze Meer im 16. Jahrhundert ein osmanisches Binnenmeer wurde, fiel mit dem walachischen Fürstentum auch die Schlangeninsel für Jahrhunderte an die Hohe Pforte in Istanbul. Der Name der Insel lautete nun Yilan Adası.
Mit dem Zerfall des Osmanischen Reichs und durch die russische Südexpansion im 19. Jahrhundert stieg die militärische Bedeutung der winzigen Meeresinsel. Im 7. Russischen Türkenkrieg kam es 1788 nahe der Insel zur Schlacht von Fidonisi zwischen der russischen und der osmanischen Flotte. Nach dem 9. Russischen Türkenkrieg gelangte Russland für eine kurze Zeit in ihren Besitz, als es 1829 im Frieden von Adrianopel das Osmanische Reich zur Abtretung der Donaumündung und damit auch der Schlangeninsel zwang. 1854 trafen sich vor der Insel die Flotten von Großbritannien, Frankreich und Sardinien-Piemont, um gemeinsam in den Krimkrieg zu ziehen und Sewastopol anzulaufen. Nach der russischen Niederlage verblieben zaristische Truppen auf der Insel, denn sie fand im Frieden von Paris 1856 keine Erwähnung. Ein Abzug erfolgte erst 1857 nach Androhung von Beschuss russischer Häfen durch die britische Flotte.
Im 11. Russischen Türkenkrieg 1877/78 zwang das Russische Reich die Türkei erneut zur Abtretung des Donaudeltas und der Schlangeninsel, jedoch zugunsten des rumänischen Königreichs, als Teil der Dobrudscha.
Im Jahr 1856 wurde die Europäische Donaukommission gegründet, die den Ausbau der Donau als europäische Wasserstraße einleitete. Zur Kennzeichnung der schiffbaren Passagen im Donaudelta und an der Schwarzmeerküste wurden Leuchttürme und Seezeichen installiert. Der Leuchtturm der Schlangeninsel wurde bereits in den Jahren 1837–1843 aus einer beträchtlichen Anzahl von Baumaterialien aus den Ruinen einer alten Tempelanlage errichtet. Im Jahr 1891 wurde der Leuchtturm von fünf türkischstämmigen Leuchtturmwärtern und drei rumänischen Marinesoldaten unterhalten und vom Hafenkommandanten der Stadt Sulina beaufsichtigt. Die Besoldung der Leuchtturmwärter erfolgte durch einen Fonds der Donaukommission. Zu diesem Zeitpunkt besuchte der österreichische Jagd- und Reiseschriftsteller Leo Freiherr von Kalbermatten von Sulina kommend die Insel, er schilderte seine Eindrücke zur Tierwelt:

„Im Osten und Südosten der Insel entdeckte ich Brutplätze von Silbermöwen (Larus Argentatus). … Bei dem Brutplatze der Möwen hielt sich eine kolossale Menge Schlangen auf; diese Gattung Schlangen (Tesselatus) kommen in ganz Europa vor, sind von glänzend schwarzer Farbe und etwa 3 bis 4 Fuss lang. … auch in der einstigen Zisterne bei den Brutplätzen wimmelte es von Schlangen, sonst aber fanden sich auf der ganzen Insel und am Strand keine Schlangen. …“

Im Ersten Weltkrieg wurde die Insel am 25. Juni 1917 kurzzeitig von deutschen Marinesoldaten besetzt: Ein Landungstrupp des osmanischen Kreuzers Midilli besetzte die Insel für zwei Stunden, nachdem der Kreuzer die Funkstation auf der Insel durch Artilleriefeuer zerstört hatte. Der Trupp machte mehrere Gefangene und erbeutete ein Schwein und mehrere Hammel. In der Nähe der Insel legte der Kreuzer eine Minensperre auf der am 30. Juni der russische Zerstörer Leitenant Sazarenny sank.
Während des Zweiten Weltkriegs erfolgte im August 1944 durch eine sowjetische Landeoperation die Besetzung der Insel, bei der sich die rumänische Garnison kampflos ergab.

### Gegenwart

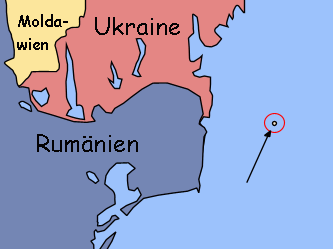
Lage der Insel

Bis 1948 gehörte die Schlangeninsel zu Rumänien (Stadt Sulina), wurde dann aber von der moskautreuen rumänischen Politikerin Ana Pauker in einem geheimen Protokoll vom 23. Mai 1948 der Sowjetunion übergeben, wovon die rumänische Öffentlichkeit jahrzehntelang nichts erfuhr. Noch im Jahre 1975 fragte der damalige rumänische Präsident Nicolae Ceaușescu nach Rechenschaft, wie es überhaupt möglich war, dass diese Insel in sowjetischen Besitz kam. Nach dem Zusammenbruch der Sowjetunion verhandelten in Kiew die Ukraine und Rumänien mehrere Jahre über das Schicksal der Insel. 1991 wurde dann auch der Grenzverlauf des Festlandes zwischen den beiden Staaten festgelegt, der aber bis zum Jahr 2003 umstritten war. Nachdem die NATO Rumänien zu einer besseren Sicherung seiner Landesgrenzen gedrängt hatte, unterzeichnete man am 17. Juni 2003 in Czernowitz nach zehnjährigem Streit den ukrainisch-rumänischen Grenzvertrag, der den Grenzverlauf nun verbindlich festlegt. Im Gegenzug sicherte die ukrainische Regierung zu, keine Offensivwaffen auf der Insel zu stationieren.
Ein wichtiger Streitpunkt war unter anderem die Grenzziehung durch die Aufteilung des Schwarzmeer-Kontinentalsockels, in dem große Erdöl- und Erdgasvorkommen vermutet werden. Der Streit um die Grenzziehung an dem Kontinentalsockel wurde am 3. Februar 2009 durch den Internationalen Gerichtshof gelöst – Rumänien erhielt etwa 79 %, die Ukraine bekam 21 % des zuvor umstrittenen Kontinentalsockels.

### Russische Eroberung 2022 und Rückzug
Am ersten Tag des russischen Überfalls auf die Ukraine, dem 24. Februar 2022, liefen der Kreuzer Moskwa und die Korvette Wassili Bykow der russischen Marine die Insel an.
Trotz Aufforderung per Funk ergab sich die ukrainische Einheit dem russischen Angreifer nicht, vielmehr antwortete der Soldat Roman Hrybow per Funk: „Russisches Kriegsschiff, fick dich!“ (russisch: Русский военный корабль, иди на хуй! Russkij wojennyj korabl', idi na chuj).
Die Verbindung zu den ukrainischen Grenzschutz- und Militärkräften auf der Insel brach ab.
Russland meldete am Abend die Eroberung der Insel.
Der ukrainische Präsident Wolodymyr Selenskyj ging zunächst davon aus, dass alle 13 auf der Insel stationierten ukrainischen Soldaten durch Beschuss russischer Kriegsschiffe ums Leben gekommen seien, da sie sich trotz Aufforderung per Funk nicht hatten ergeben wollen.
Angeblich hatte mit der Russischen Föderation eine Vereinbarung für einen „grünen Korridor“ bestanden, also die Möglichkeit ukrainischer Seelsorger, die Toten abzuholen und zu bestatten. Ukrainische Zivilpersonen machten sich mit dem zivilen Rettungsschiff Sapphire auf den Weg. Die Russen durchsuchten das Schiff auf Waffen und überprüften Dokumente. Es gab keine Beanstandungen. Trotzdem wurden alle Menschen an Bord gefangen genommen und nach Belgorod verschleppt, wo sie entgegen den Genfer Konventionen in einem Gefängnis inhaftiert, geschlagen und unmenschlich behandelt wurden, einige erlitten Erfrierungen. Die Priester durften keine anderen Gefangenen besuchen. Die ukrainischen Zivilisten wurden gegen russische gefangene Soldaten ausgetauscht. Das Schiff wurde derweil in Sewastopol geplündert.
Nach einer Vermittlung durch die Türkei konnte das Rettungsschiff Anfang April 2022 nach Odessa zurückgebracht werden.
Am 28. Februar 2022 hatte die ukrainische Flotte bereits mitgeteilt, dass es keine Toten gegeben habe.
Russland hatte die Gefangennahme von 82 ukrainischen Soldaten gemeldet, von einer solchen Anzahl war jedoch beim Gefangenenaustausch einen Monat später keine Rede mehr. Mehrere Soldaten kamen durch einen Gefangenenaustausch frei. Der Soldat Roman Hrybow wurde für seine Reaktion bzw. den Funkspruch mit einer Medaille ausgezeichnet. Im Mai 2023 berichtete das ZDF, dass weiterhin 36 Männer in russischer Kriegsgefangenschaft seien. Bei zwei größeren Gefangenenaustausche mit Russland im Januar 2024 kamen nach ukrainischen Angaben auch eine ungenannte Zahl von diesen Soldaten frei.
Die Schlangeninsel bzw. der Vorfall und der derbe Funkspruch wurden in den darauf folgenden Tagen und Wochen national und international, unter anderem in Form von Memes, auf Demonstrationsschildern, auf Werbeplakaten, als Drohnenshow und in Form einer ukrainischen Sonderbriefmarke rezipiert.
Zunächst hatte die Ukraine die okkupierte Insel mit Raketen angegriffen, die jedoch von der Luftabwehr abgefangen wurden; daraufhin wurde die Insel von Artillerie beschossen. Ende Juni 2022 zogen sich die russischen Truppen wieder von der Insel zurück, laut offizieller und an das Inland gerichteter russischer Propaganda nicht wegen des hohen bezahlten Preises, sondern als „Geste des guten Willens“. Ausrüstung wurde beim hastigen Rückzug zurückgelassen und nach dem Abzug mit Flugzeugen bombardiert.

## Briefmarke

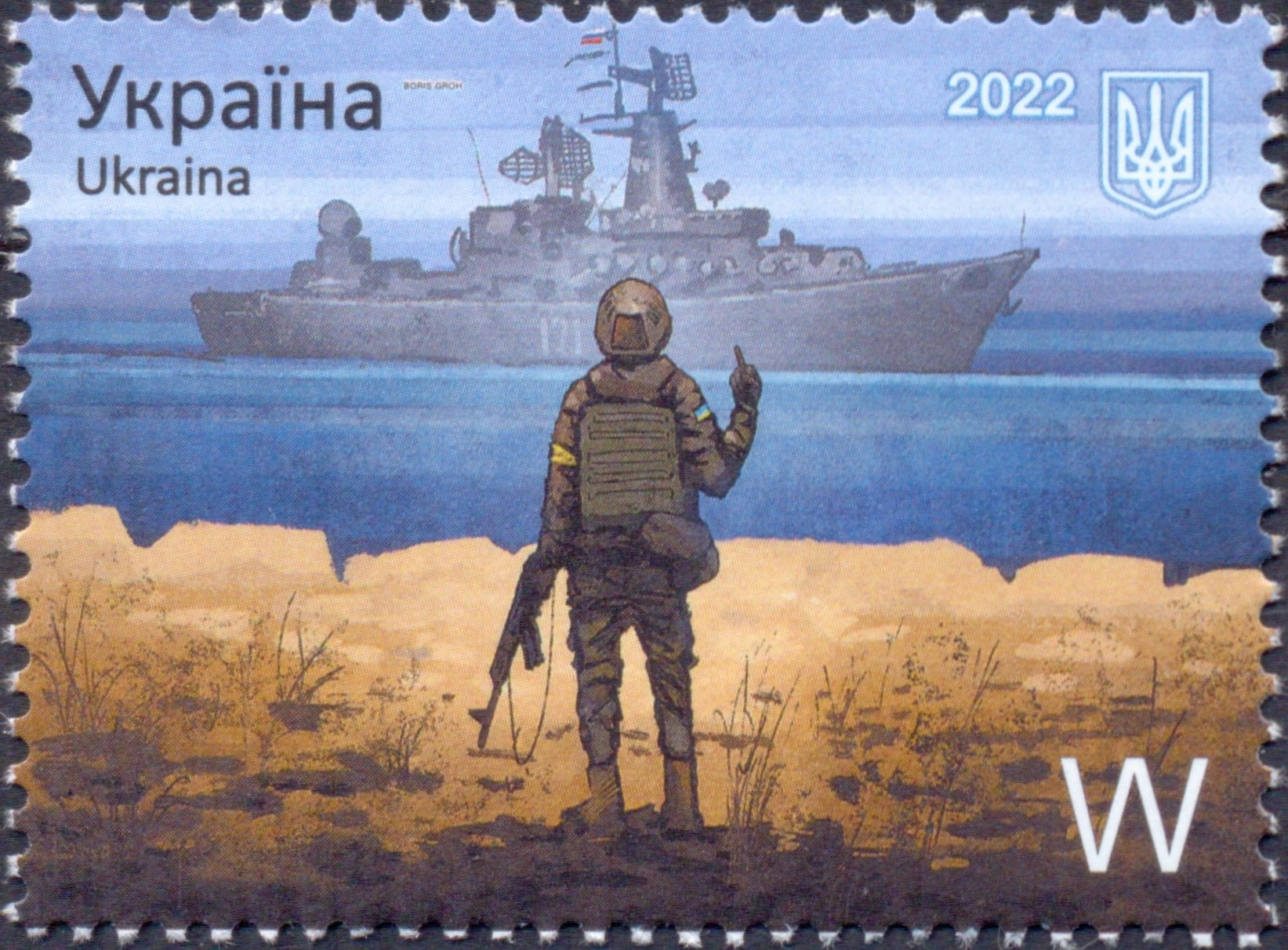

Am 12. April 2022 gab die ukrainische Post Ukrposhta zwei Sonderbriefmarken aus, auf deren Bild im Hintergrund die Moskwa und im Vordergrund auf der Insel ein ukrainischer Soldat, der ihr den Mittelfinger zeigt, zu sehen sind. Die Marke (Nr. 1984) hat Nennbetrag „F“ im Wert von 23,00 UAH (entsprechend etwa 0,70 €) für das Inland und (Nr. 1985) Nennbetrag „W“ im Wert von 1,5 US-$ für das Ausland.